# Fiat Linea
El Fiat Linea (Proyecto 110) es un automóvil de turismo producido por el fabricante italiano Fiat desde el año 2006. Se fabrica en Turquía, India y Brasil

## Descripción
El Línea es un sedán de cuatro puertas y cinco plazas que pertenece al segmento C, ya que cumple las características del segmento al contar con cinco plazas completas y una longitud que se ubica en torno a los 4500 mm. Comparte elementos mecánicos con el Fiat Grande Punto, un diseño de salpicadero similar y algunos equipamientos. El Fiat Línea está disponible en diversos mercados con el sistema de comunicaciones e infoentretenimiento Blue&Me. Se rumorea que se añadirá una variante familiar de cinco puertas que tome el lugar del Fiat Stilo Multiwagon, por encima del Fiat Palio Weekend y por debajo del Fiat Croma.

### Motorizaciones
El Línea es un tracción delantera con motor delantero transversal y caja de cambios manual de cinco marchas o una manual robotizada Dualogic. Sus motorizaciones son todas cuatro cilindros en línea. Los gasolina son dos motores FIRE de 1.4 litros atmosférico de dos válvulas por cilindro y 77 CV de potencia máxima, y un 1.4 litros con turbocompresor, cuatro válvulas por cilindro y 120 o 150 CV. Por su parte, los Diésel con motor JTD son un 1.3 litros con turbocompresor de geometría variable y 90 CV, y un 1.6 litros con turbocompresor de geometría fija y 105 CV; ambos incorporan cuatro válvulas por cilindro, inyección directa common-rail e intercooler.
En América Latina también se vende con denominación con un 1.9 litros (1839 cc) de 132 CV, que funciona indistintamente con gasolina y etanol en Brasil, y en el resto de los países únicamente con gasolina.
En Costa Rica el representante de la marca trae el modelo Línea gasolina de 1.4 litros con turbocompresor, cuatro válvulas por cilindro y 120 CV.

### En Argentina
Tras su presentación en Brasil en 2008, su implantación en Argentina se inició en mayo de 2009. El día 5 de ese mismo mes, después de su presentación, fue presentado en pista el nuevo equipo oficial de Fiat de TC 2000, con dos Líneas como vehículos participantes. Si bien, fueron preparados por la empresa ProRacing Group (representante oficial de la marca), los coches, como todos los autos de la categoría, no cuentan con sus motores originales, siendo estos reemplazados por un motor preparado por Oreste Berta y derivado de un motor Ford de 2200 cc.
Sin embargo, Fiat logró acordar con las autoridades del TC 2000, la creación de una categoría monomarca y telonera, que fue denominada Fiat Linea Competizione. En ella, compiten modelos de Fiat Línea, en estado casi estándar, manteniendo sus motores originales. Uno de sus pilotos, es el presidente mismo de la marca Fiat en Argentina, el argentino Cristiano Ratazzi.
en este momento el propulsor usado es el 1.8 e-torq 16v de 132 cv que alcanza una velocidad máxima de 208 km/h con la caja dualogic y llantas 17 de aleación ultra livianas.

### En Chile
En Chile fue presentado en octubre de 2010, en el Salón del automóvil de Santiago, siendo lanzadas al mercado chileno las versiones producidas en Turquía (motores de gasolina 1,4 Litros de 77 CV y con motor T-Jet de 120 CV).

### Premios
Fue elegido como “Mejor Auto Mercosur 2010″, premio que otorga la revista Auto Test y que tuvo como jurados a periodistas especializados de la publicación MotorPress y de la revistas Parabrisas, MegaAutos, de los diarios Clarín y La Nación y del programa de televisión Auto al Día.

## Galería

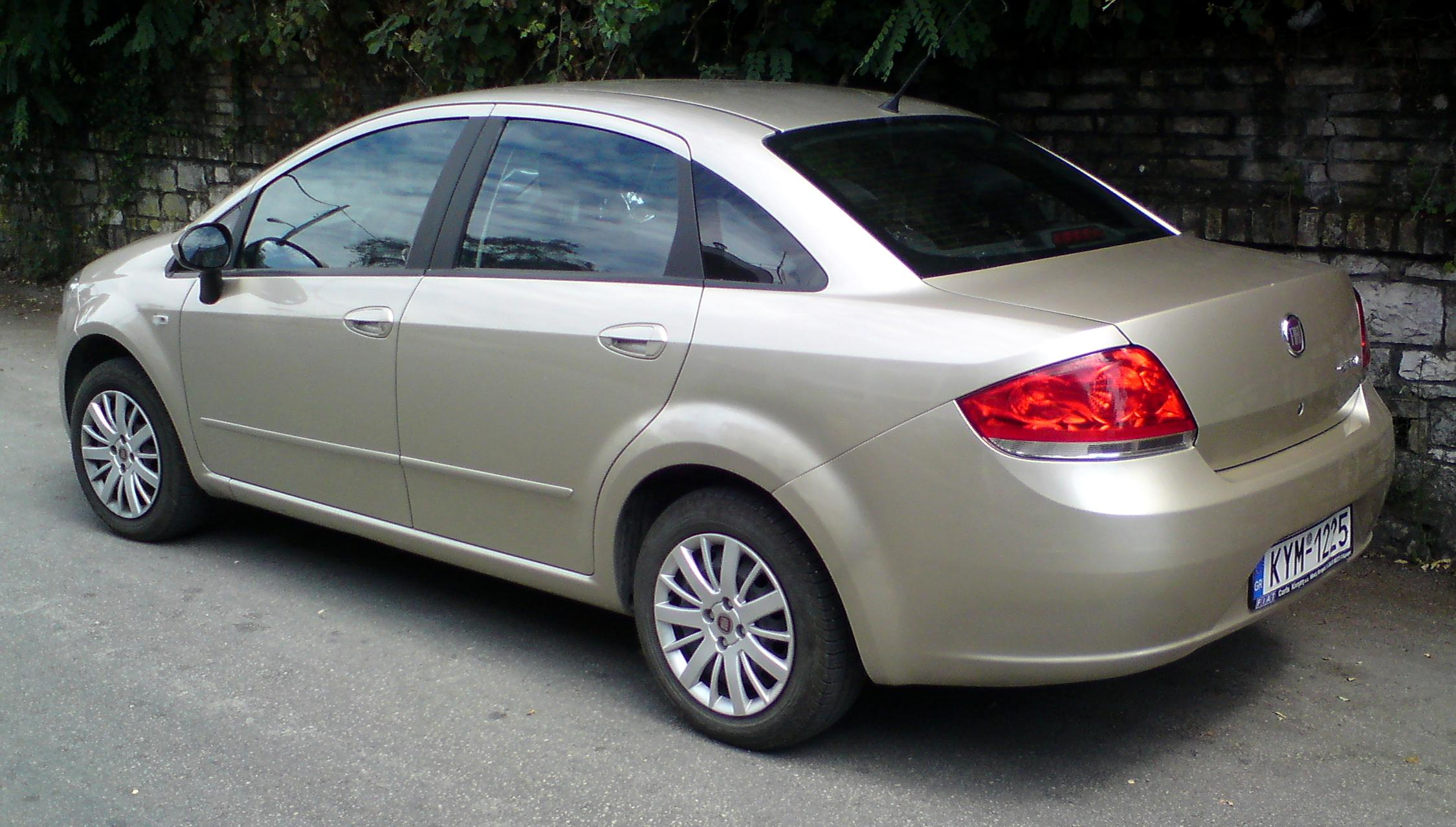
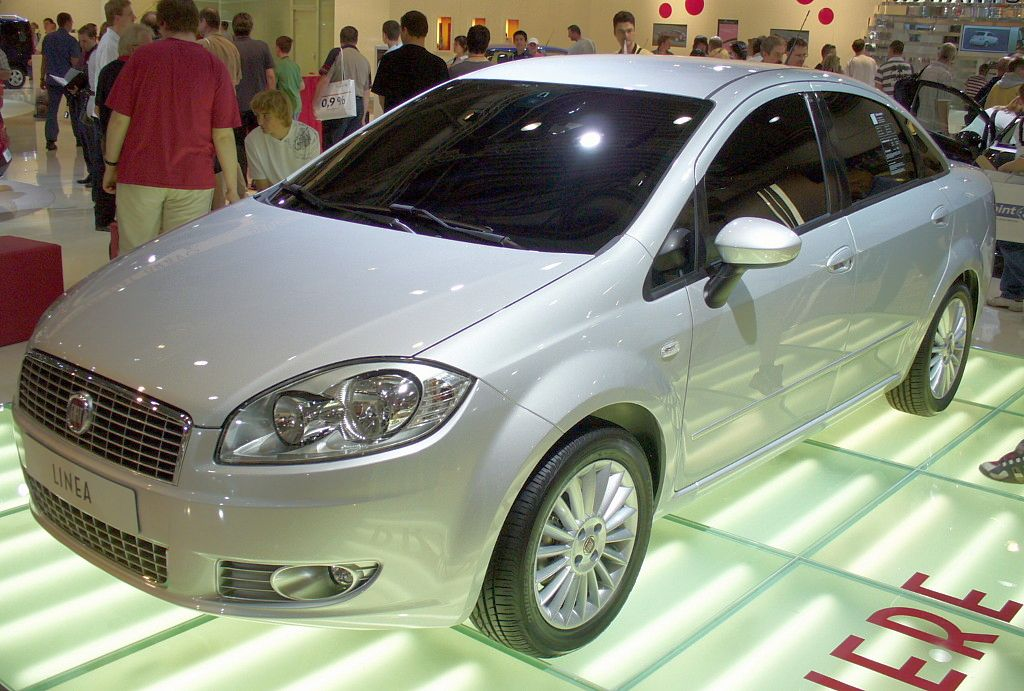
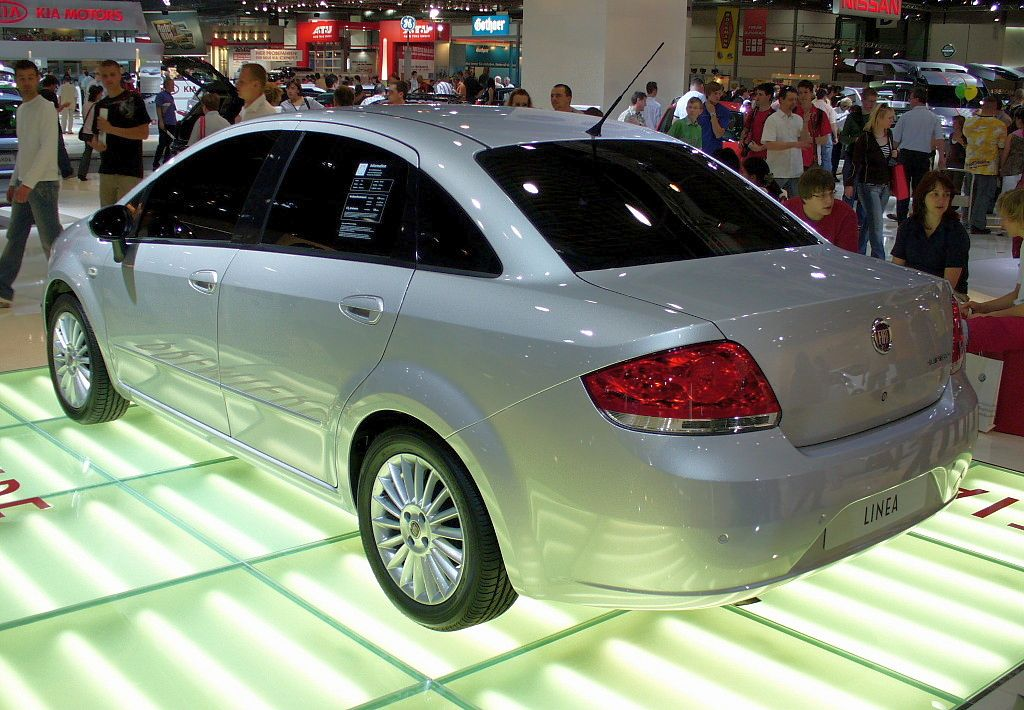
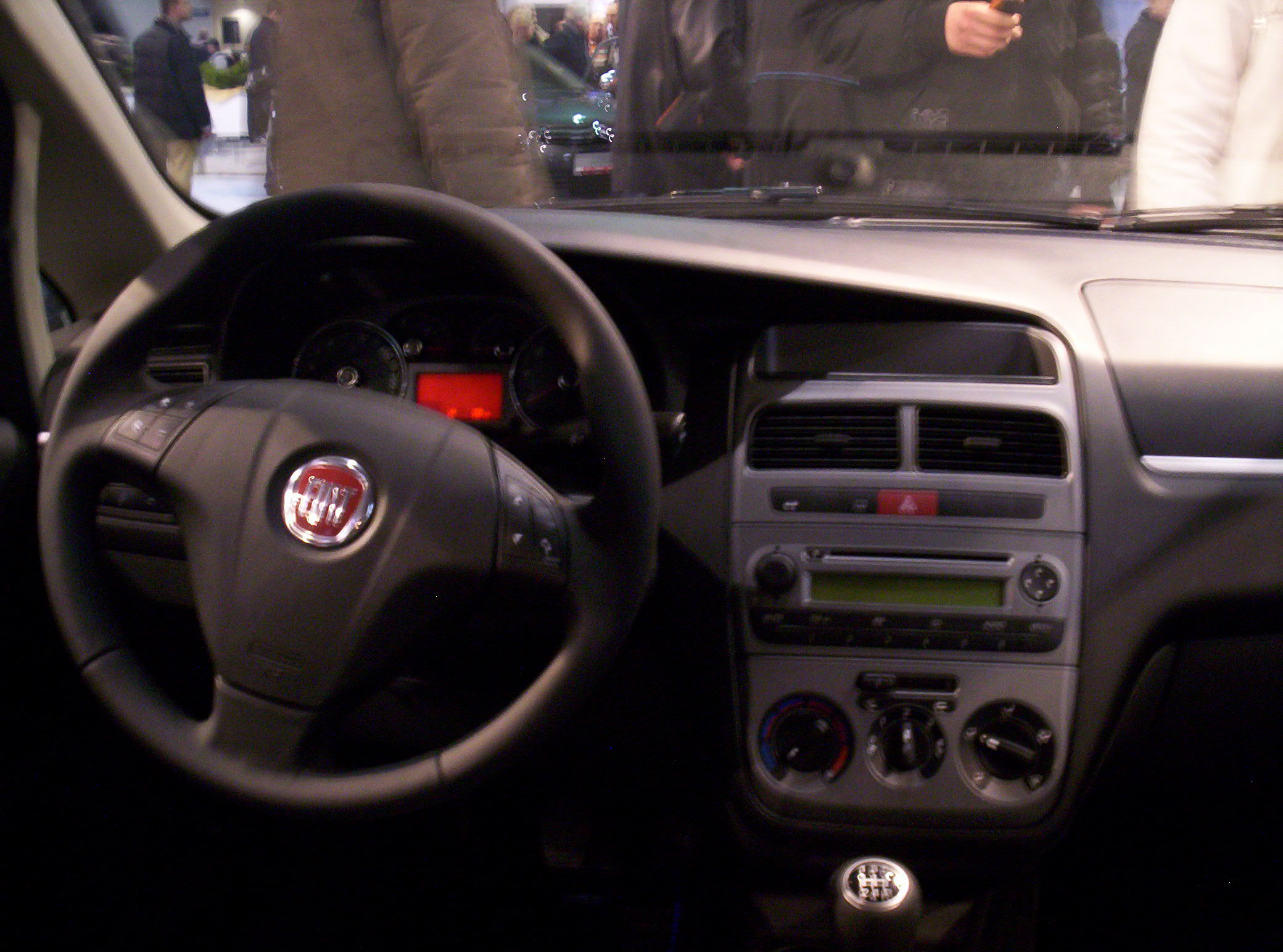
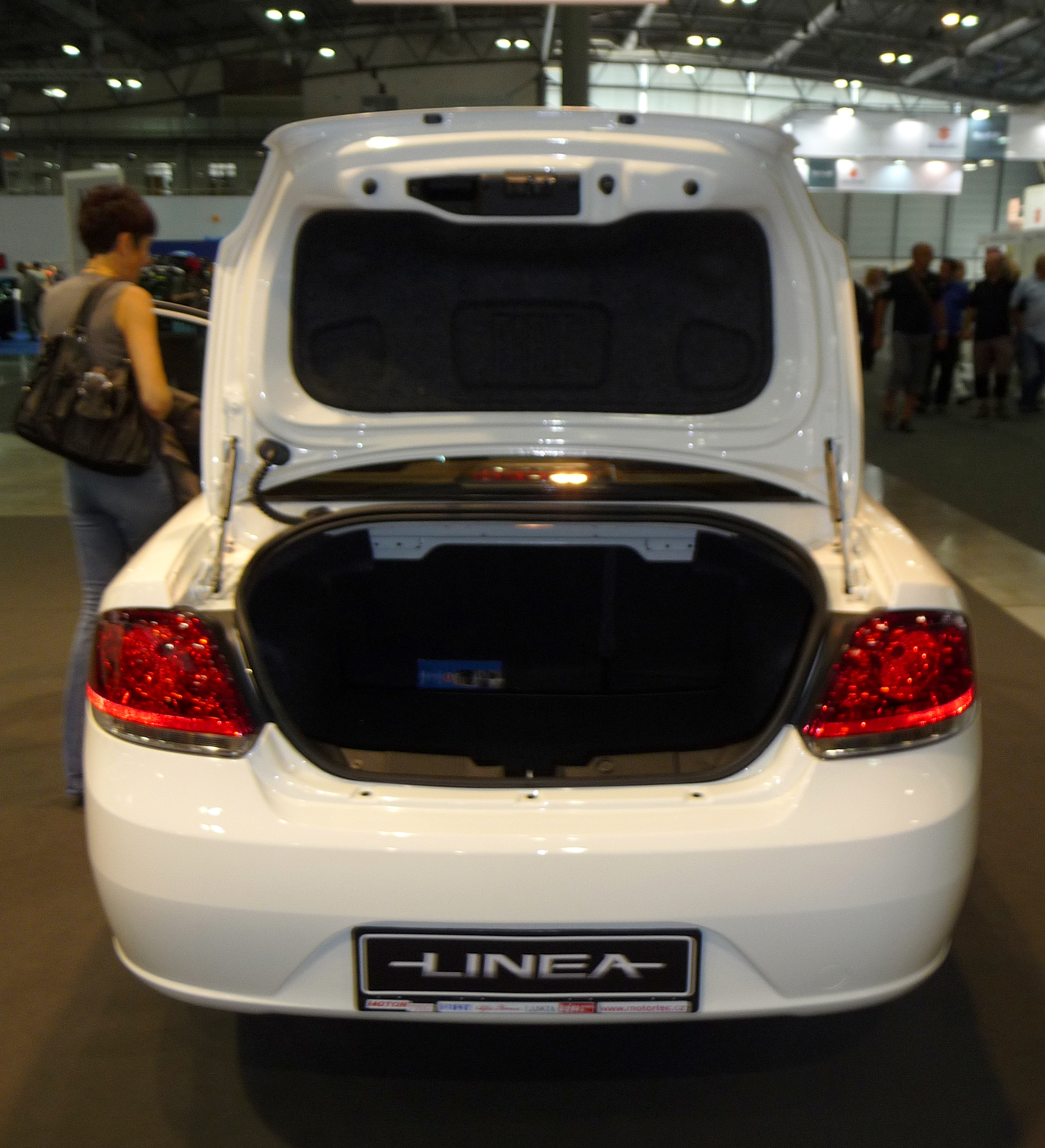
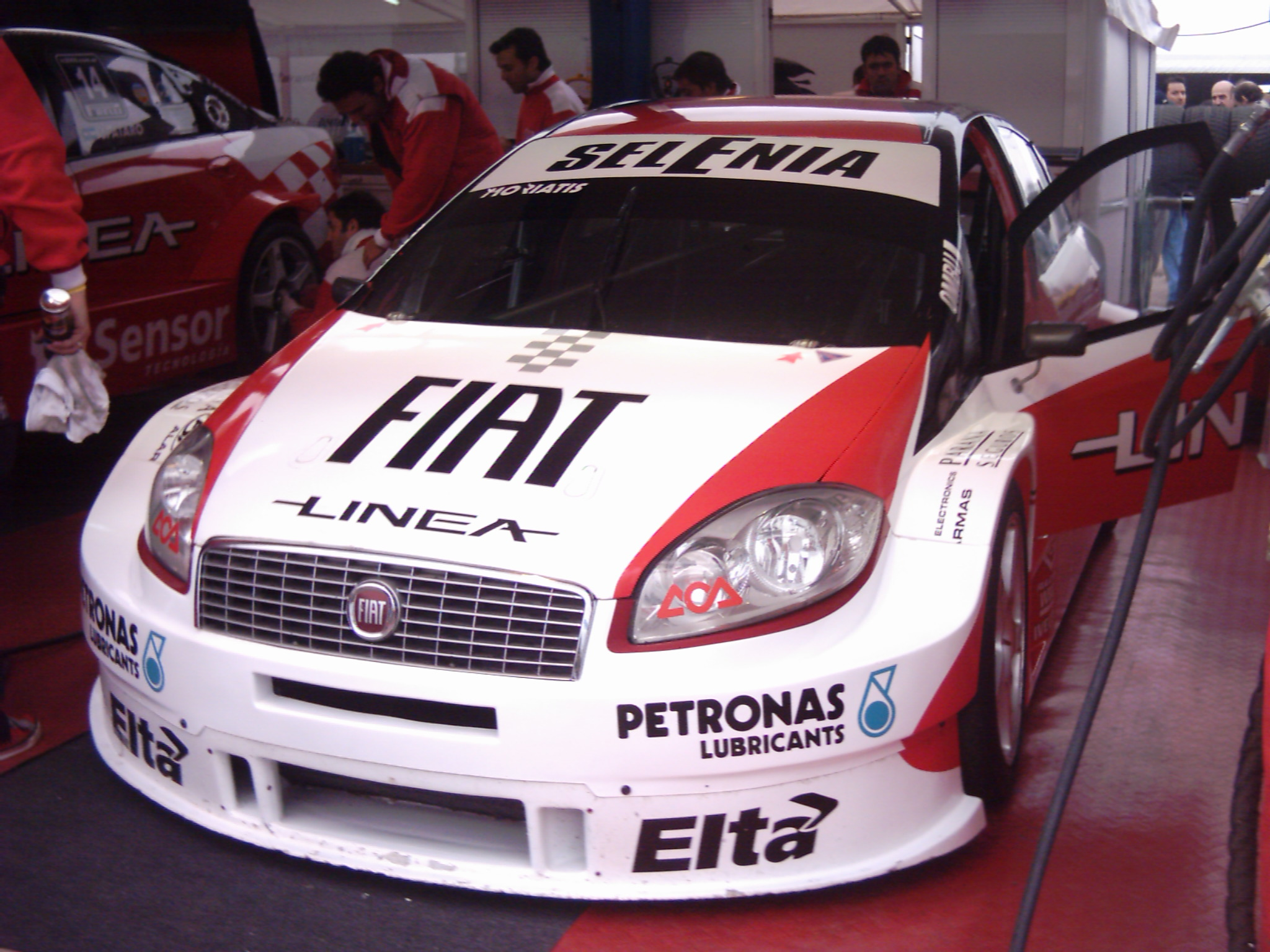

## Fábricas
- Fiat Betim

- TOFAŞ Bursa

- FIAL Ranjangaon